# 웜즈
《웜즈》(Worms)는 영국의 게임 회사 팀17이 발표한 턴제 전략 게임 시리즈이다. 첫 비디오 게임은 1995년에 출시되었다.

## 게임

### 메인 시리즈
- 웜즈 (1995)
  - 웜즈 리인포스먼트 (1996)
  - 웜즈: 디렉터즈 컷 (1997)
- 웜즈 2 (1997)
- 웜즈 아마겟돈 (1999)
- 웜즈 월드 파티 (2001)
- 웜즈 3D (2003)
- 웜즈 포트: 언더 시즈 (2004)
- 웜즈 4: 메이헴 (2005)
- 웜즈: 오픈 워페어 (2006)
- 웜즈 (2007)
- 웜즈: 오픈 워페어 2 (2007)
- 웜즈: 스페이스 오디티 (2008)[1]
- 웜즈 2: 아마겟돈 (2009)[2]
- 웜즈 리로디드 (2010)
- 웜즈: 배틀 아일랜드 (2010)
- 웜즈 얼티밋 메이헴 (2011)
- 웜즈 레볼루션 (2012)
- 웜즈 포 페이스북 (2012)[3][4] (폐쇄: 2013년)[5]
- 웜즈 3 (2013)
- 웜즈 클랜 워즈 (2013)
- 웜즈 배틀그라운드 (2014)
- 웜즈 월드 파티 리마스터드 (2015)
- 웜즈 4 (2015)
- 웜즈 WMD (2016)

## 특징
여러 마리의 지렁이 (Worm) 중에서 순번을 두고 차례대로 무기를 발사하여 적을 소멸, 혹은 익사시켜 승리하는 게임이다. 바람의 세기와 목표지점까지의 거리에 따라 발사각도와 힘을 잘 조절해야하는데 조작법이나 규칙이 간단하여 전 세계에서 사랑을 받고 있다. 로프를 타고 이동하기도 한다.
2004년 웜즈 3D를 비롯하여 웜즈4 : 메이햄 에서는 3D 방식을 채택했다.
최신작인 웜즈 리로디드는 2010년 8월 27에 출시되었으며, 다시 2D방식을 채용했다.

## 같이 보기
- 온라인 웜즈
- 헷지워즈